# Jardin Hérold
Le jardin Hérold est un espace vert situé au 11, rue Francis-Ponge ou au 76, rue du Général-Brunet dans le 19e arrondissement de Paris, dans le quartier d'Amérique.

## Situation et accès
Le jardin Hérold est accessible par la ligne 7bis du métro à la station Danube et à distance par la ligne 3b du tramway aux stations Hôpital Robert-Debré et Butte du Chapeau Rouge.

## Caractéristiques
Le jardin prend une forme triangulaire de 2 800 m2, définie par la rue Francis-Ponge et les immeubles de la rue du Général-Brunet et du boulevard Sérurier.

## Origine du nom
Comme l'ancien hôpital, le jardin reprend le nom de Ferdinand Hérold, préfet de la Seine.

## Historique
Le terrain qu'occupera le jardin était précédemment occupé par l'hôpital Hérold. Celui-ci occupait tout l'espace compris entre la rue David-d'Angers, le boulevard Sérurier et la rue du Général-Brunet. Lorsque l'hôpital a été transféré dans le nouvel hôpital Robert-Debré en 1988, la friche a fait l'objet d'une opération immobilière. Elle a d'abord été divisée en deux par une nouvelle rue, la rue Francis-Ponge et de nouveaux locaux ont été construits en 1995 pour le lycée Diderot sur la partie sud. La partie nord a été bâtie plus tardivement fin des années 2000 le long des voies. Seul le cœur d'îlot restait libre, classé inconstructible. Un projet d'espace vert a été retenu. Le jardin a ouvert en 2012.

## Galerie

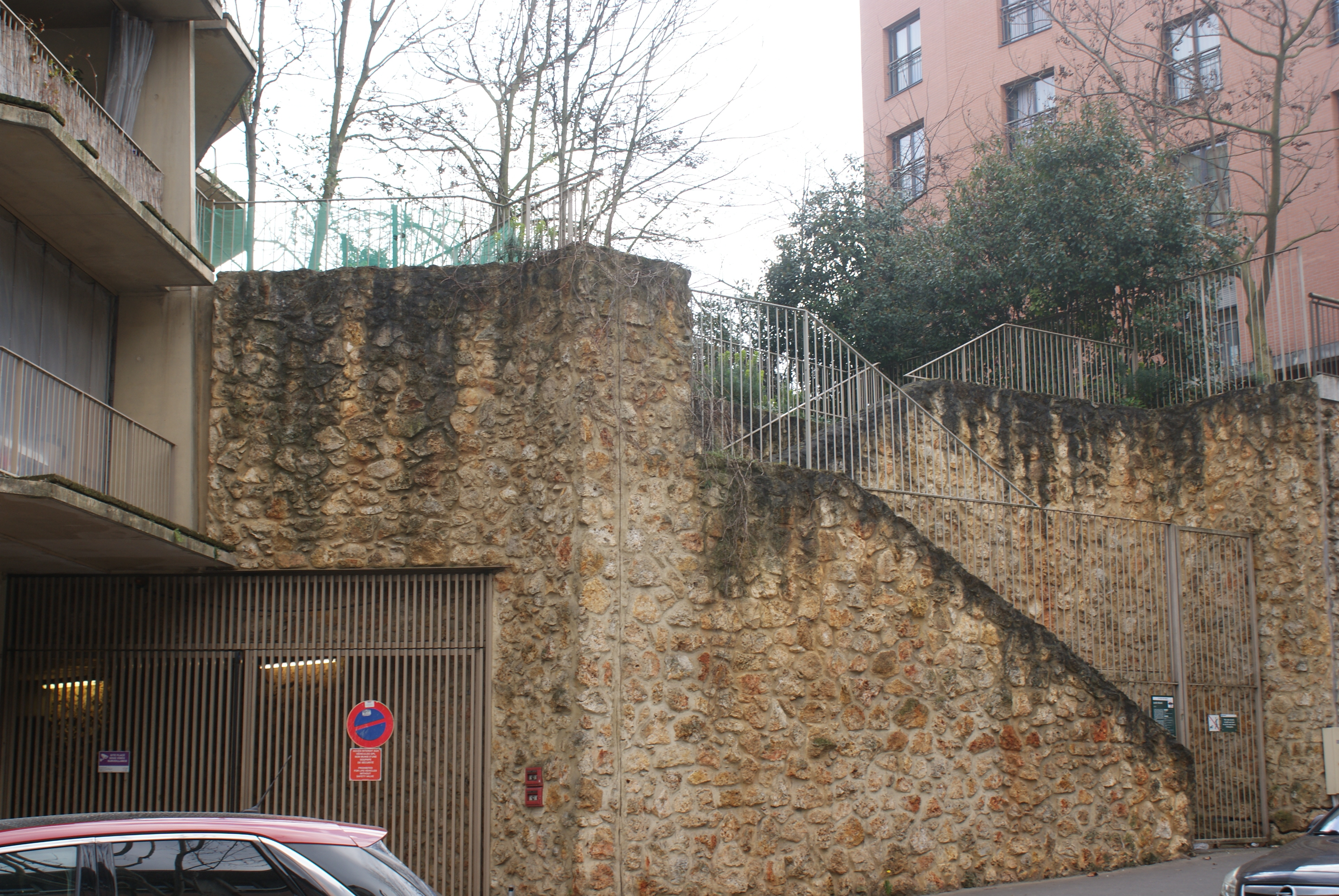
Escalier d'accès au Jardin Hérold depuis la rue du Général-Brunet.
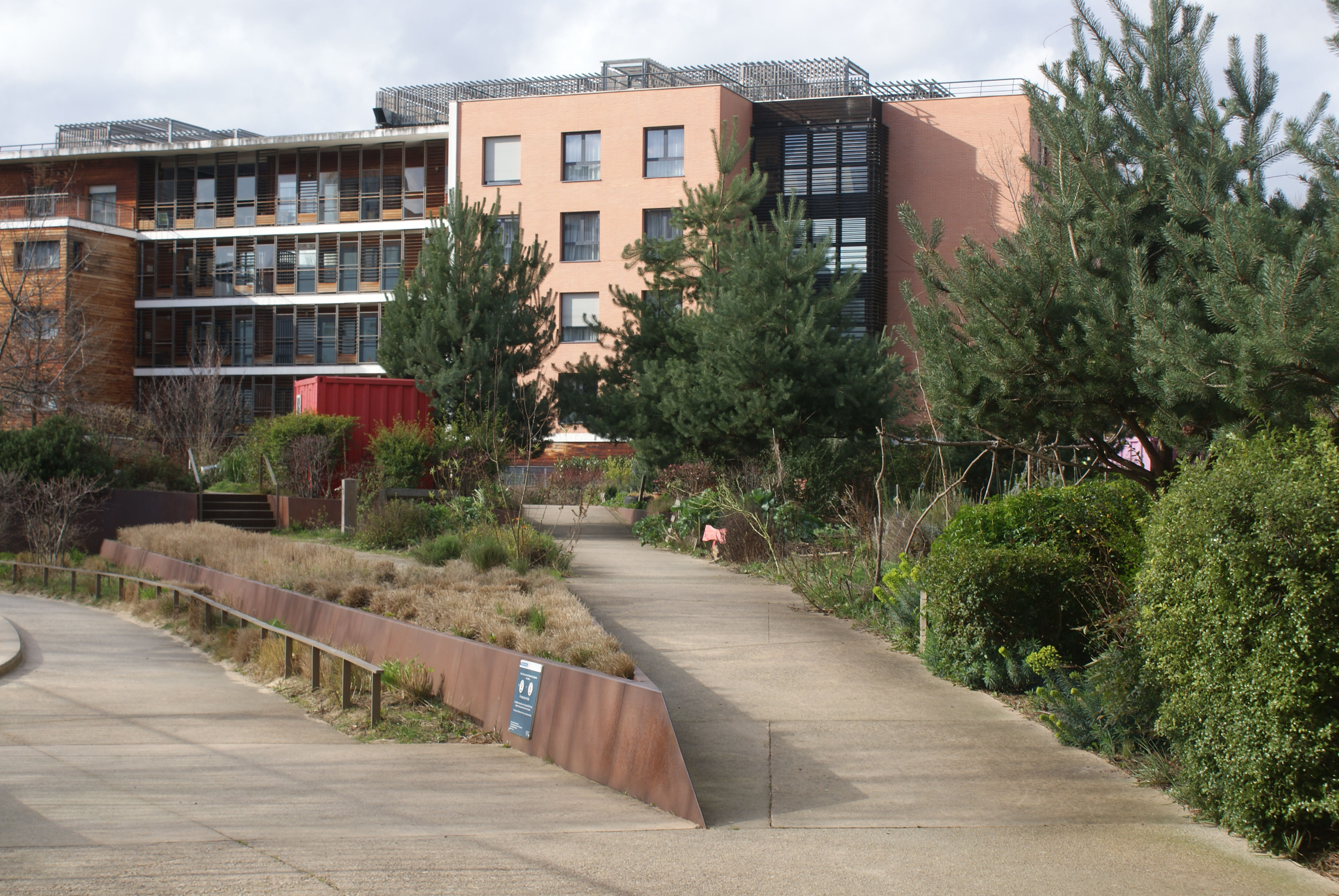
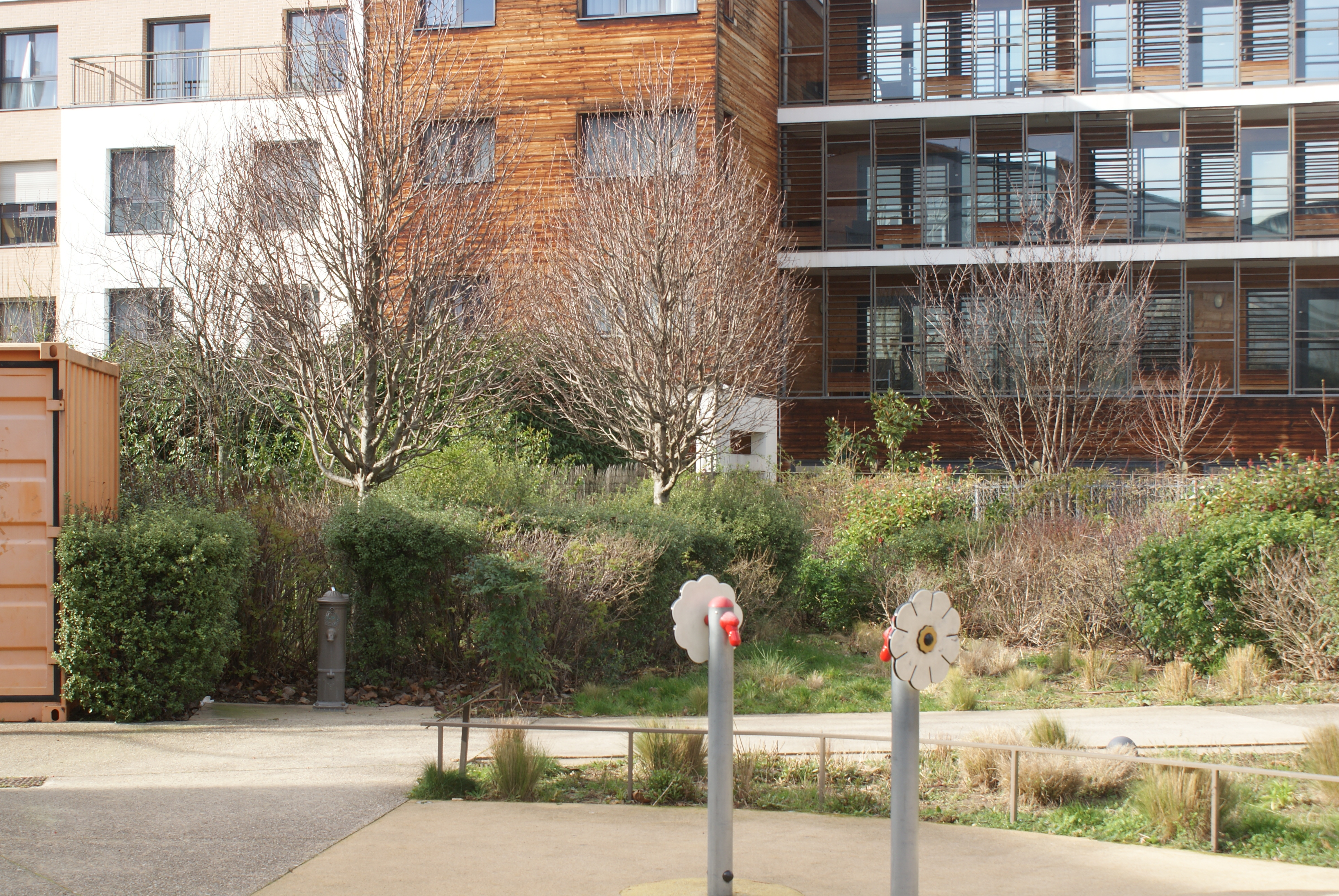
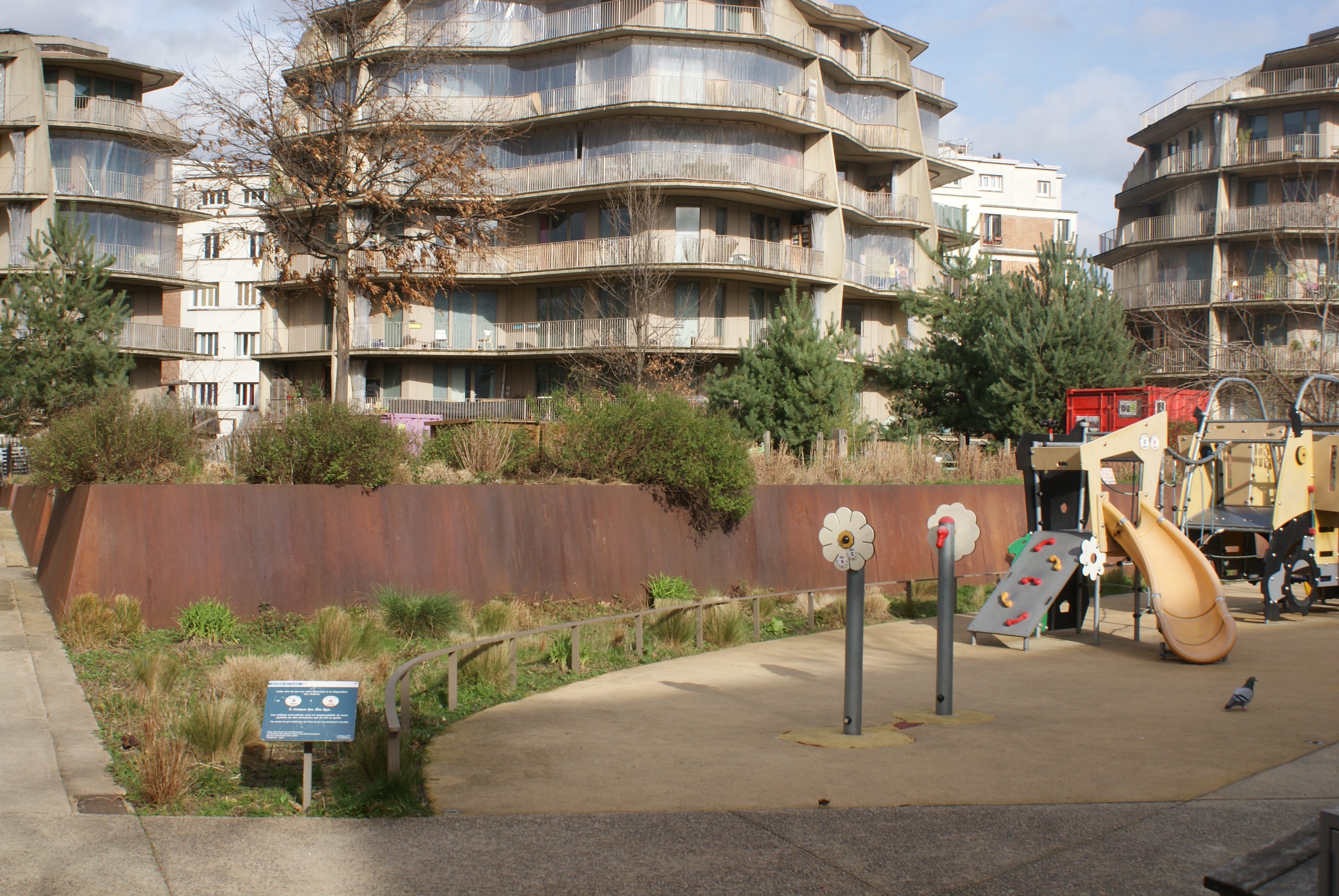
Aire de jeux.
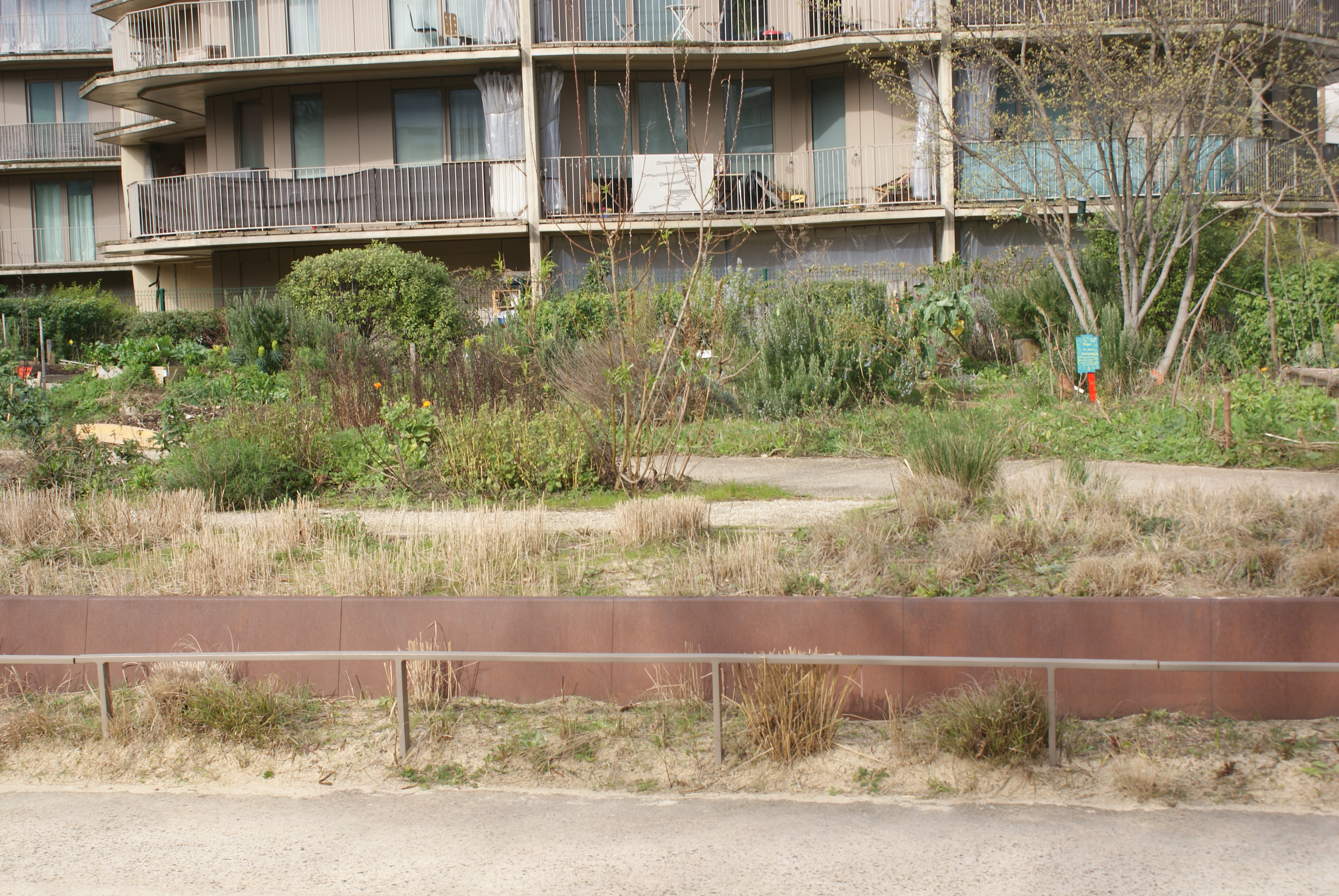
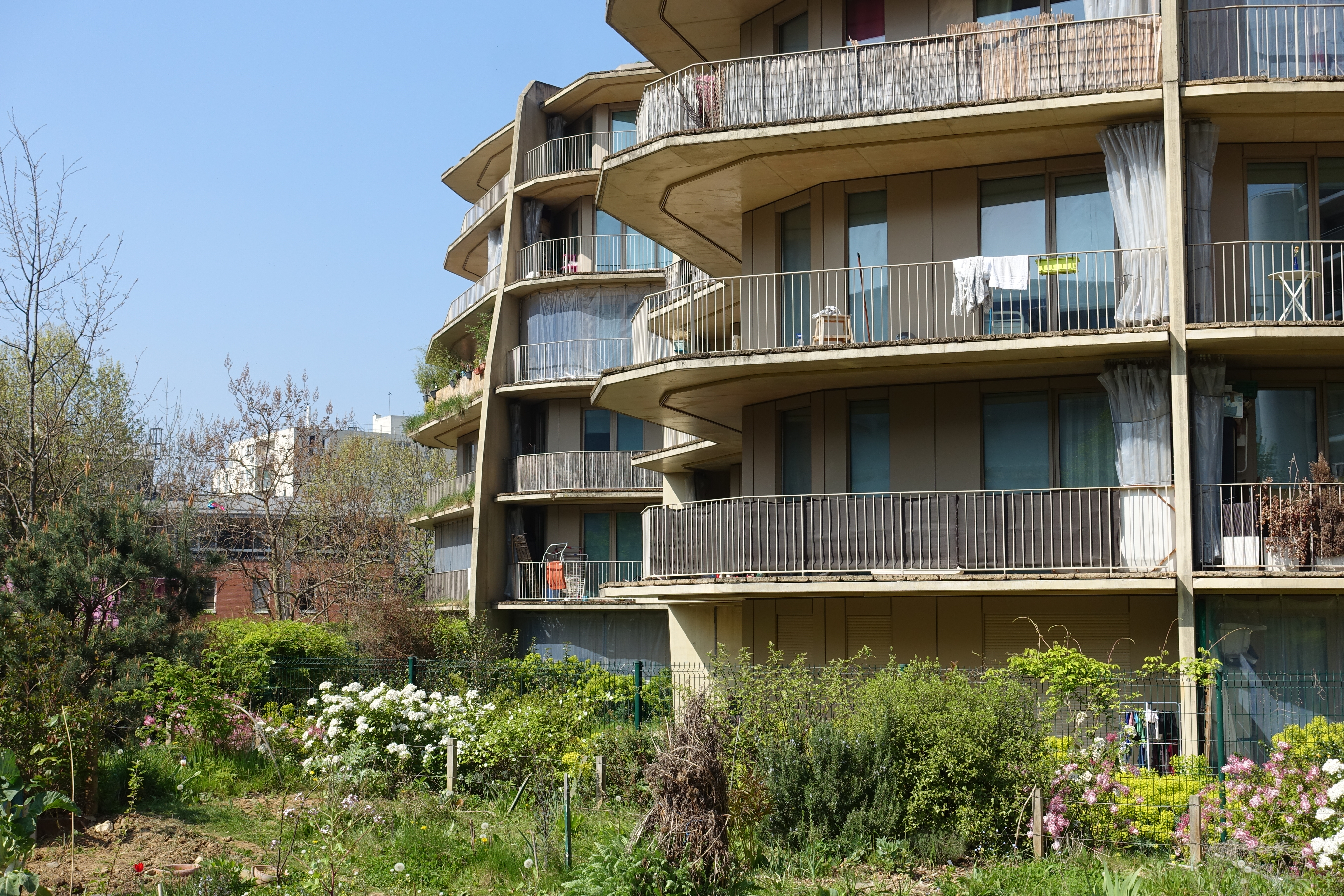
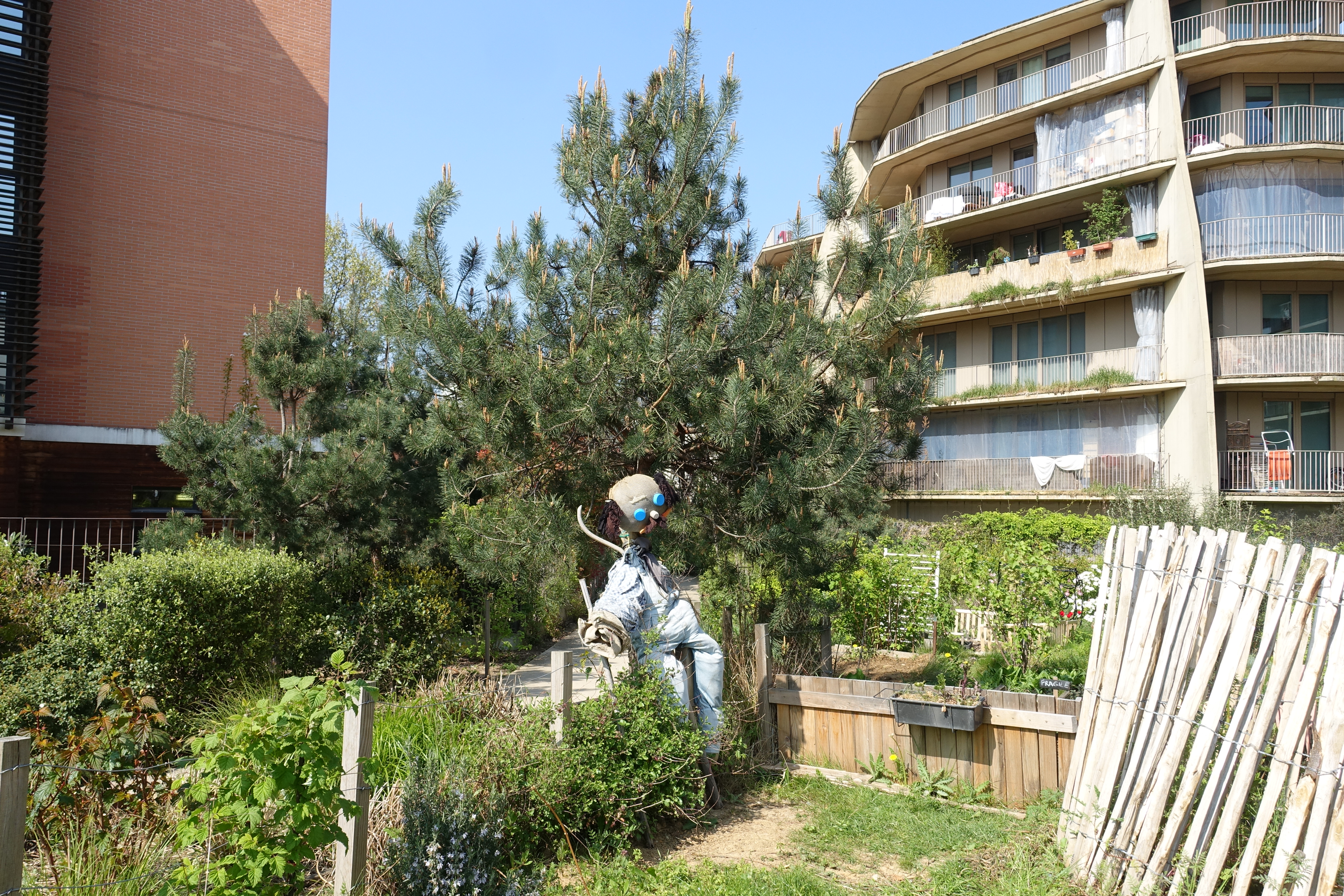